# علم النفس الشرعي
يُمثل علم النفس الشرعي (بالإنجليزية: Forensic psychology)‏ التقاطع بين علم النفس ونظام العدالة. ويشمل ذلك فهم المبادئ القانونية الأساسية، لا سيما فيما يتعلق بشهادة الشهود الخبراء، أو منطقة محتوى محددة (مثل الكفاءة في المحاكمة، وحضانة الأطفال والزيارة، أو التمييز في مكان العمل)، وكذلك الاعتبارات القضائية ذات الصلة (على سبيل المثال في الولايات المتحدة يختلف تعريف الجنون في المحاكمات الجنائية من ولاية إلى أخرى) من أجل تكوين مقدرة على التفاعل بشكل مناسب مع القضاة والمحامين وغيرهم من المهنيين القانونيين. أحد الجوانب المهمة في علم النفس الشرعي هو القدرة على الشهادة في المحكمة كشاهد خبير، وإعادة صياغة النتائج النفسية باللغة القانونية لقاعة المحكمة، وتوفير المعلومات للموظفين القانونيين بطريقة يمكن فهمها. علاوة على ذلك، يجب أن يفهم الطبيب النفسي الشرعي فلسفة وقواعد ومعايير النظام القضائي من أجل أن يكون شاهداً له مصداقية. في المقام الأول، يجب أن يفهموا نظام المغارمة. هناك أيضا قواعد حول أدلة التسامع، والأهم من ذلك قانون الاستبعاد. إن عدم وجود فهم قوي لهذه الإجراءات سوف يؤدي إلى فقدان الطبيب النفسي الشرعي مصداقيته في قاعة المحكمة. يمكن تدريب الطبيب النفسي الشرعي في فروع علم النفس السريري أو الاجتماعي أو التنظيمي أو أي فرع آخر من علم النفس.
عموما، يتم تعيين الطبيب النفسي الشرعي كخبير في مجال معين من الدراسة. ويزيد عدد مجالات الخبرة لدي الطبيب النفسي الشرعي من خبرته وسمعته. ويُطلب من أخصائيي الطب النفسي الشرعي عمومًا الظهور كشهود خبراء في المحكمة لمناقشة القضايا التي تنطوي على مشاكل في الدماغ أو تلف الدماغ. وقد يتعاملون أيضًا مع قضايا تتعلق بما إذا كان الشخص يتمتع بكفاءة قانونية لمحاكمته.
إن الأسئلة التي تطرحها المحكمة على الطبيب النفسي الشرعي ليست بوجه عام أسئلة تتعلق بعلم النفس ولكنها أسئلة قانونية، ويجب أن يكون الرد باللغة التي تفهمها المحكمة. على سبيل المثال، يتم تعيين طبيب نفسي في كثير من الأحيان من قبل المحكمة لتقييم كفاءة المدعى عليه للمثول للمحاكمة. كما تقوم المحكمة في كثير من الأحيان بتعيين طبيب نفسي شرعي لتقييم الحالة الذهنية للمدعى عليه وقت ارتكاب الجريمة. ويشار إلى هذا كتقييم لعقل المدعى عليه أو جنونه (الذي يتعلق بالمسؤولية الجنائية) في وقت ارتكاب الجرم. هذه ليست أسئلة نفسية في المقام الأول بل هي مسائل قانونية. وبالتالي، يجب أن يكون الطبيب النفسي الشرعي قادراً على ترجمة المعلومات النفسية إلى إطار قانوني.
يمكن استدعاء علماء النفس الشرعيين لتقديم توصيات الحكم، توصيات العلاج، أو أي معلومات أخرى يطلبها القاضي، مثل المعلومات المتعلقة بعوامل التخفيف، وتقييم المخاطر المستقبلية، وتقييم مصداقية الشهود. كما يتضمن علم النفس الشرعي تدريب وتقييم أفراد الشرطة أو غيرهم من الموظفين المكلفين بإنفاذ القانون، وتوفير تطبيق القانون مع الملامح الجنائية، وبطرق أخرى العمل مع إدارات الشرطة. وقد يعمل علماء النفس الشرعيين مع أي طرف في القانون الجنائي أو قانون الأسرة. في الولايات المتحدة، قد يساعدون أيضًا في اختيار المحلفين.